# Região Capital da Venezuela

Região da Capital.

A Região da Capital da Venezuela região administrativa em que a Venezuela está dividida. Consiste dos estados de Miranda, Vargas e do Distrito Capital. A Região da Capital é coordenado pela divisão da Cordiplan para aquela região. Agora é informalmente conhecida como a Grande Caracas.

## Economia
A região contém centro industrial e financeiro. O conglomerado em torno de Caracas permite o desenvolvimento da indústria de automóveis. E é região como a mais alta taxa de economia informal do país.